# Onesilos
Onesilos eller Onesilus (grekiska: Ονήσιλος), död 497 f.Kr., var bror till kung Gorgos (Gorgus) av den grekiska stadsstaten Salamis på ön Cypern.
Cypern var en del av det Persiska riket men när jonierna gjorde uppror mot det persiska styret tog Onesilos tillfället i akt att erövra Salamis och ta makten från sin bror; han lyckades erövra alla städer på ön utom den grekisk-feniciska Amathos, som var lojal med perserna.
Perserna inledde snart, med hjälp av den feniciska flottan, ett anfall mot Cypern; några av de joniska kolonierna sände fartyg för att hjälpa Onesilos och de mötte, och besegrade, den feniciska flottan; Onesilos ledde armén mot den persiske generalen Artybios och blev besegrad; de joniska fartygen retirerade och fem månader senare hade perserna återtagit kontrollen över ön.
Gorgos återinsattes som kung av Salamis och Onesilos huvud uppsattes på en påle vid staden Amathos stadsportar; när tiden gick byggde bin en kupa i Onesilos ihåliga skalle och Amathos befolkning frågade ett orakel om vad de skulle göra; oraklet rådde dem att begrava skallen och att årligen offra till Onesilos ära.